# Pereute
Pereute — род чешуекрылых из семейства белянок и подсемейства Pierinae.

## Систематика
В состав рода входят:
- Pereute antodyca (Boisduval, 1836) — Бразилия — штаты Риу-Гранди-ду-Сул и Сан-Паулу
- Pereute callinice (C. & R. Felder, 1861) — Колумбия, Венесуэла, Эквадор, Перу
- Pereute callinira Staudinger, 1884 — Перу, Колумбия, Эквадор, Боливия
- Pereute charops (Boisduval, 1836) — Венесуэла, Эквадор, Перу, Колумбия, Гватемала, Никарагуа, Коста-Рика
- Pereute cheops Staudinger, 1884 — Коста-Рика, Панама
- Pereute leucodrosime (Kollar, 1850) — Колумбия, Боливия, Эквадор, Венесуэла, Перу
- Pereute lindemannae Reissinger, 1970 — Венесуэла, Амазонас
- Pereute swainsoni (Gray, 1832) — Бразилия — штаты Санта-Катарина и Риу-Гранди-ду-Сул,
- Pereute telthusa (Hewitson, 1860) — Перу, Боливия